# Église Saint-Pasquier de Nantes
L'église Saint-Pasquier de Nantes est située à Nantes dans le département de Loire-Atlantique en France. Elle est consacrée à saint Pasquier, évêque de la ville au VIIe siècle.

## Localisation
L'église Saint-Pasquier est située au nord de la ville, dans le quartier Hauts-pavés-Saint-Félix, rue Villebois Mareuil.

## Historique
L’église actuelle a pour origine une simple chapelle. Construite à la fin du XIXe siècle sur les plans de l'architecte François Bougoüin élève de Viollet-le-Duc, elle est consacrée le 27 septembre 1908. Elle fait partie depuis 2014 de la paroisse des Saints Évêques de Nantes, avec l'église Saint-Félix et l'église Saint-Similien, toutes trois consacrées à un ancien évêque de la ville. Elle n'est pas classée aux monuments historiques.

## Architecture
L’église, petite et au plan simple, est de style néo-roman. Au-dessus du porche se trouve un petit clocher-lanternon surmonté d'une flèche.
Les vitraux sont modernes, avec un fond géométrique et des figures stylisées. Ils sont l’œuvre du maître verrier Yves Dehais. Le vitrail central du chœur représente une Vierge à l'enfant. D'autres figurent les quatre évangélistes, le pain et le vin, etc. Les murs sont recouverts de bois.

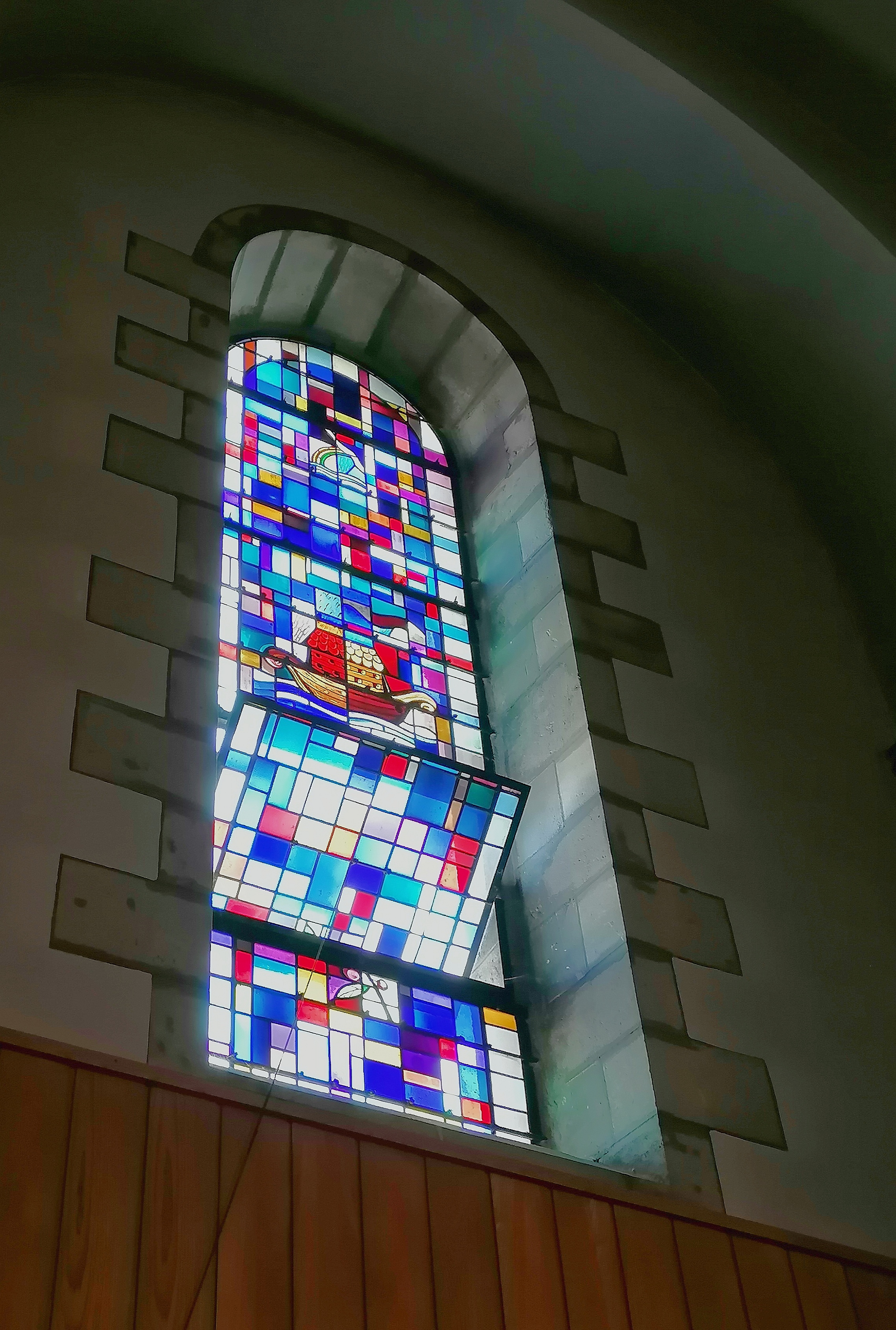
Arche de Noé
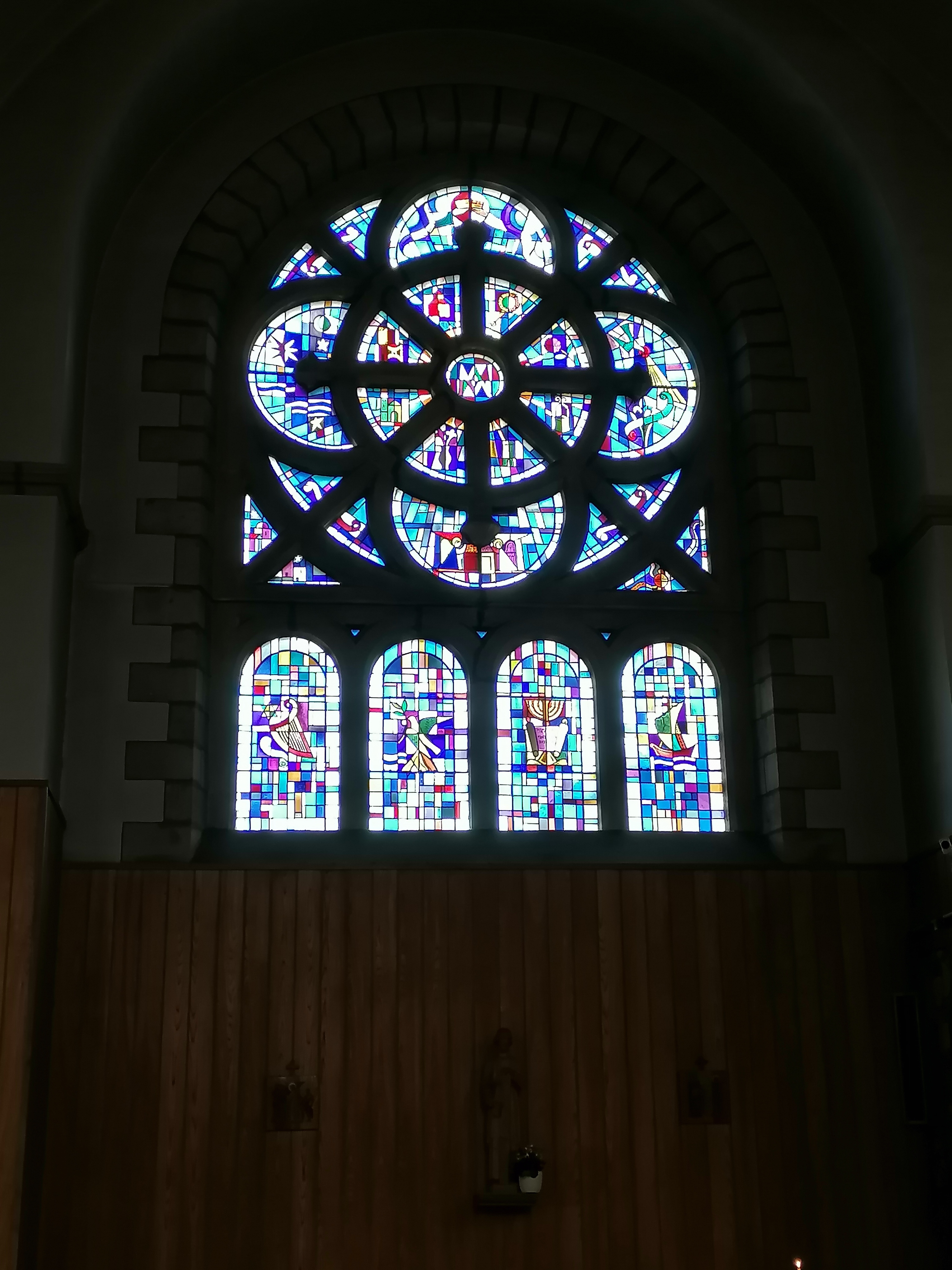
Ancienne Alliance
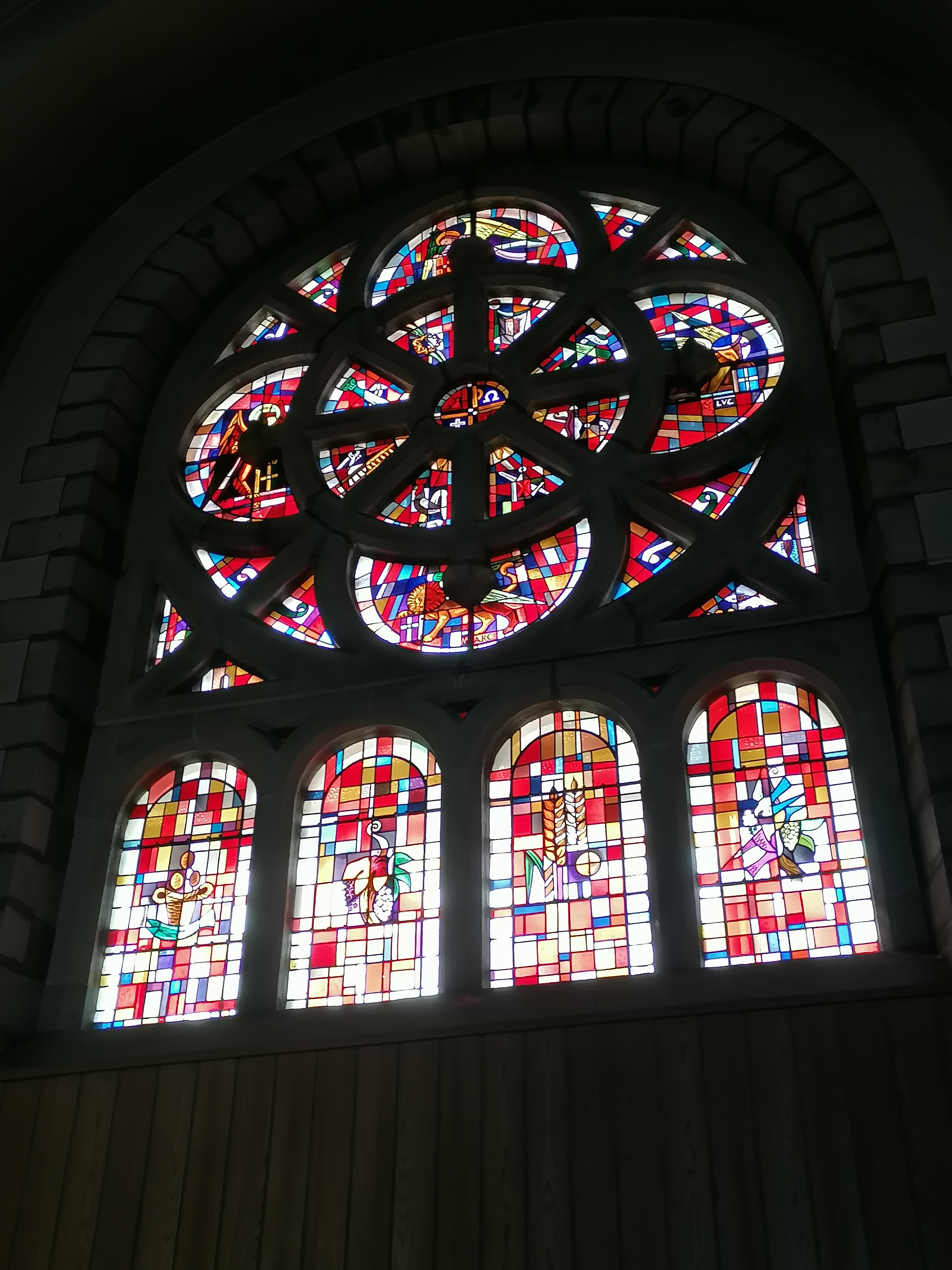
Nouvelle Alliance, évangélistes

## Mobilier et décoration
L'église dispose de grandes orgues sur tribune avec rambarde décorée, ainsi que d'une statue de la Pietà et d'une bannière représentant saint Pasquier. Le mobilier est autrement assez sommaire. A droite de l'autel dans une chapelle latérale se trouve le tabernacle pour l'adoration eucharistique, sous une icône de la Trinité de Roublev.

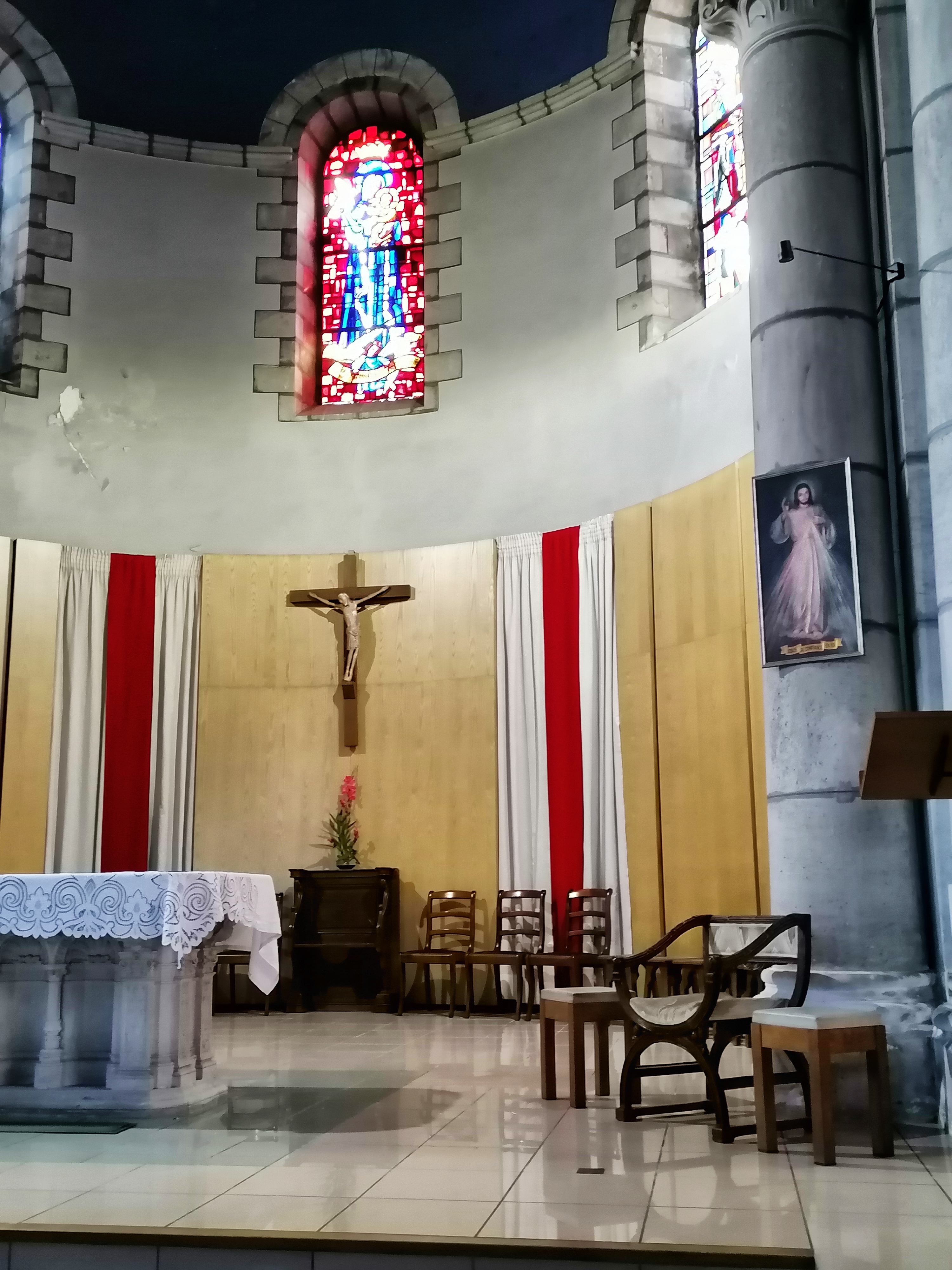
Autel
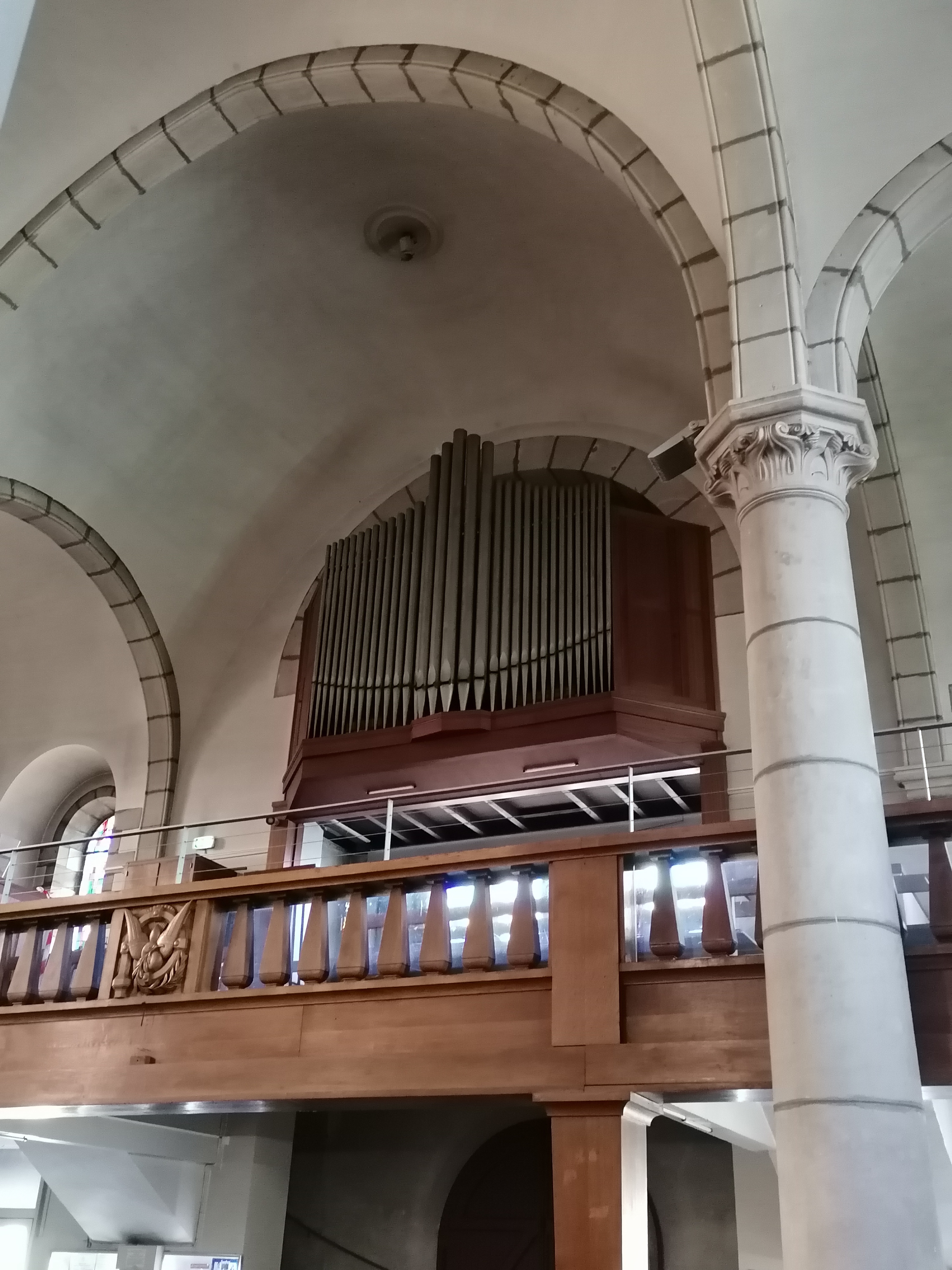
Orgue
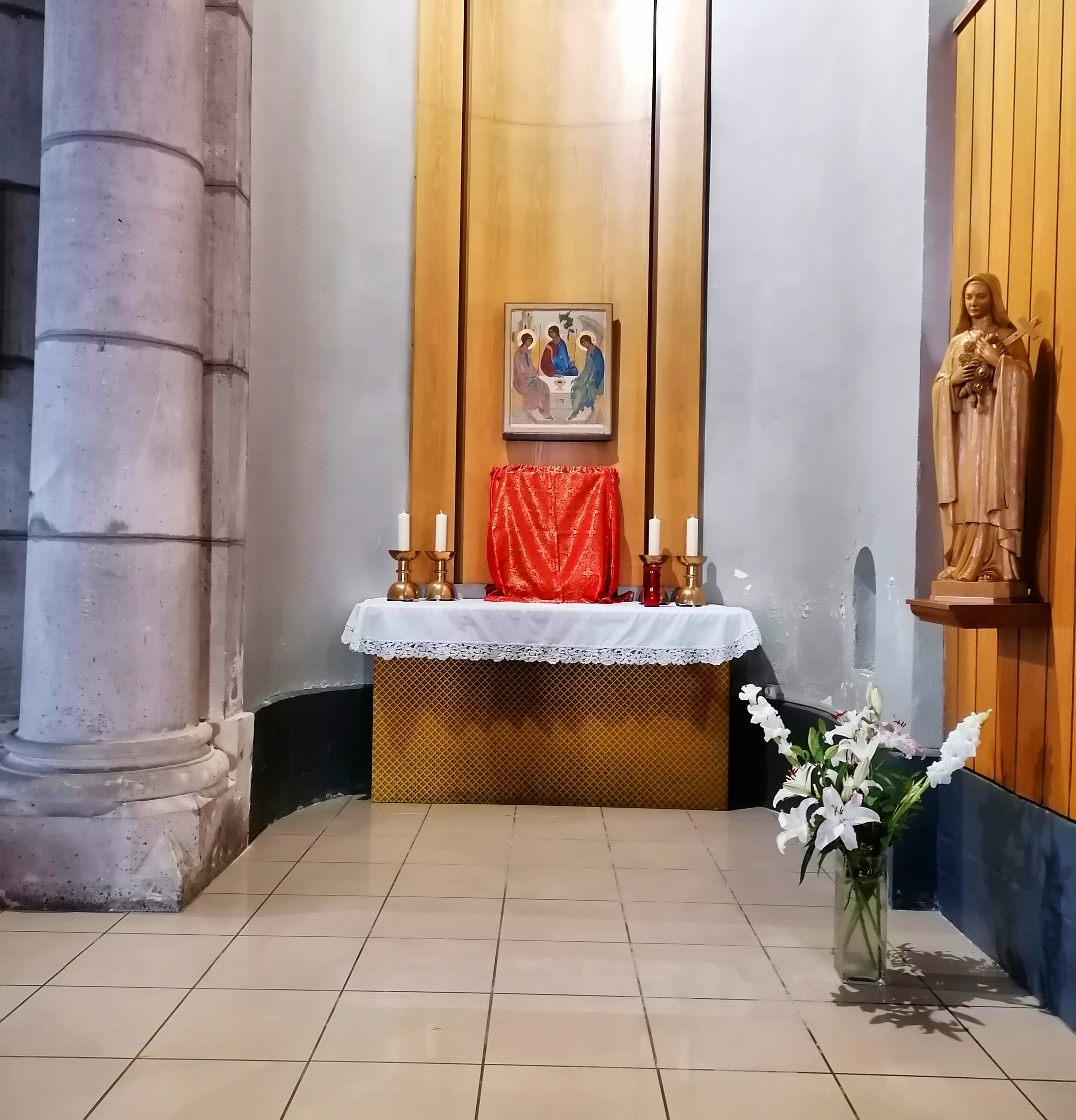
Tabernacle
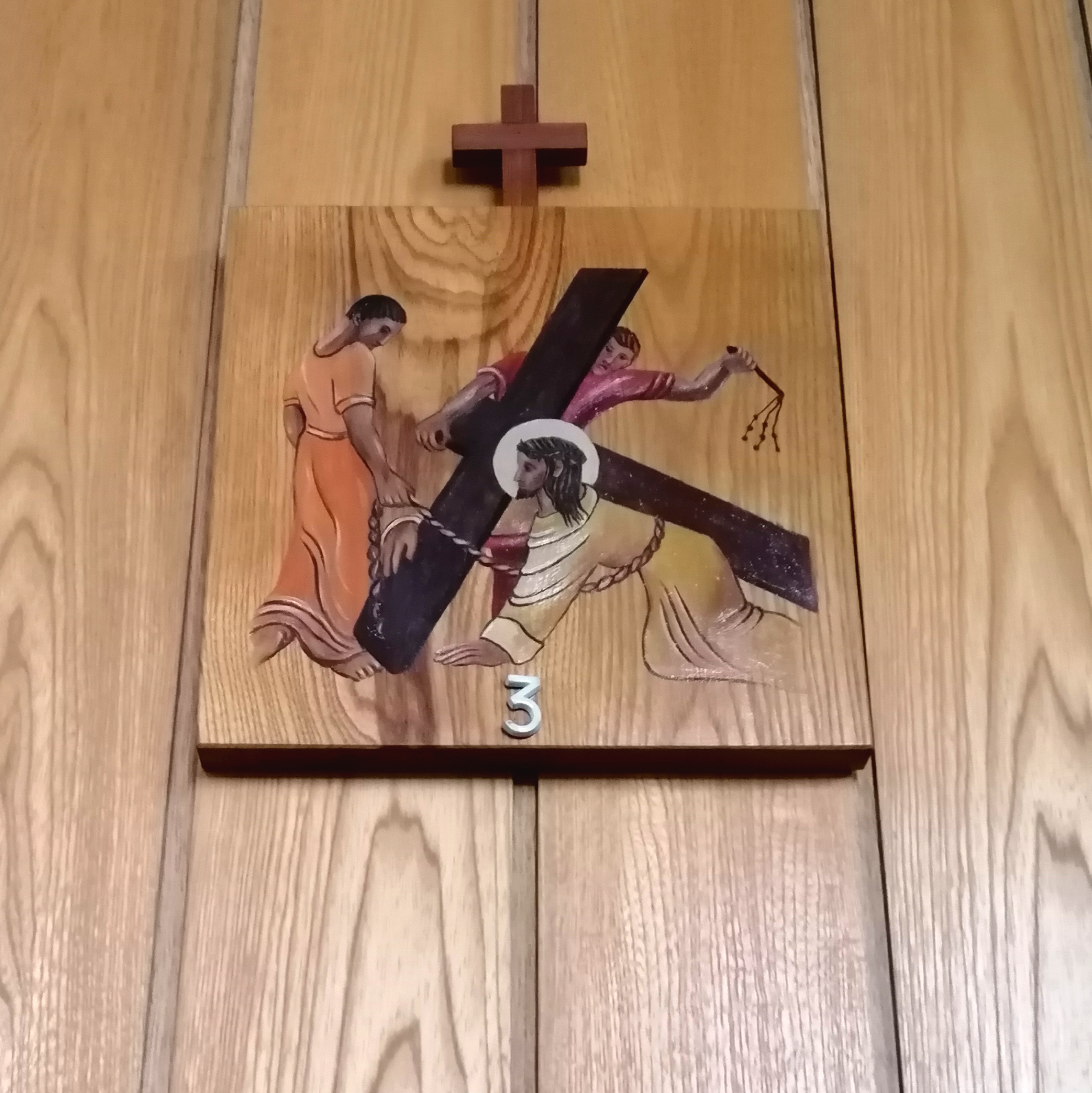
Station de Croix
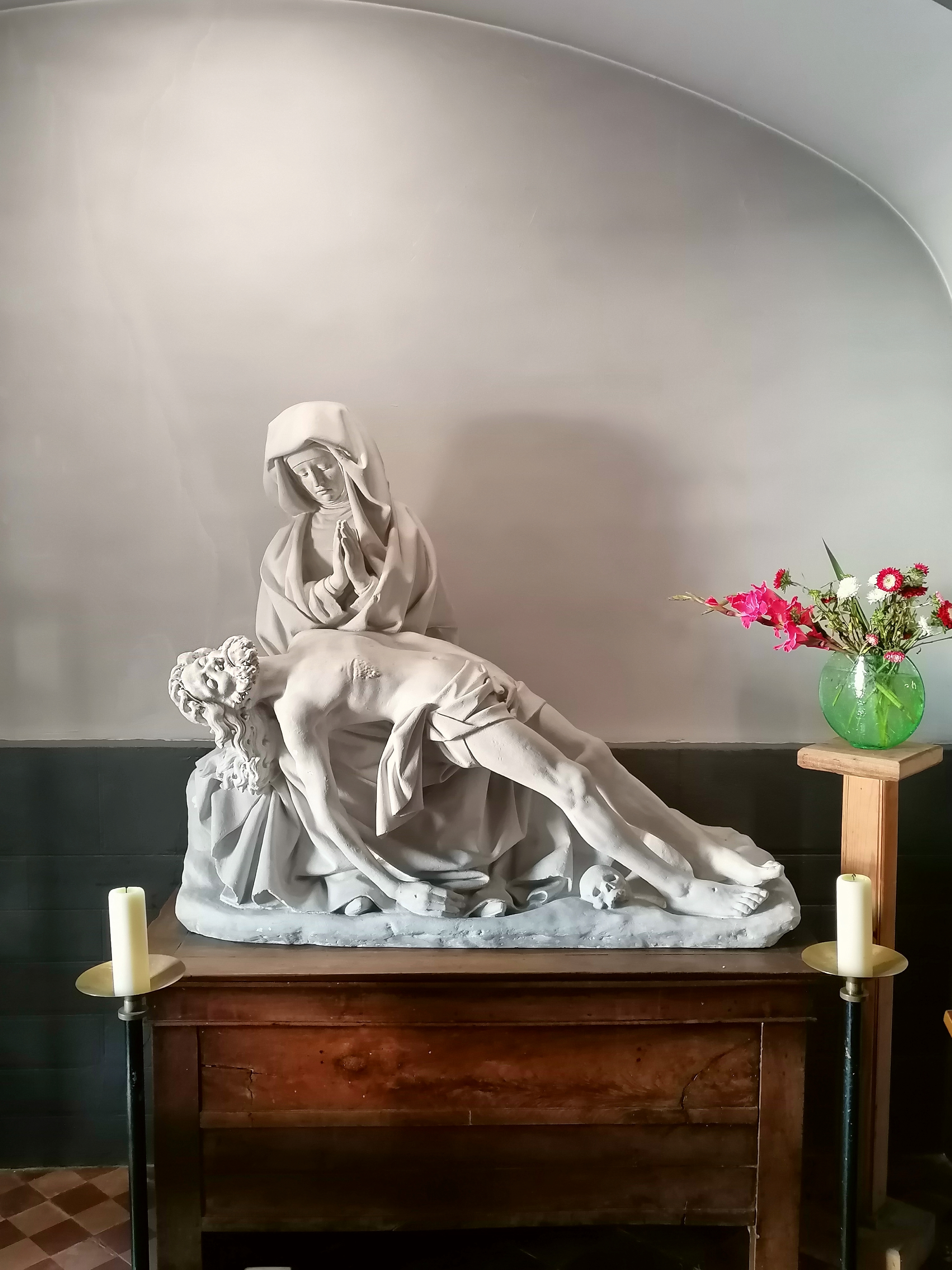
Pietà